# Сондерс, Уильям Уилсон
Уильям Уилсон Сондерс (англ. William Wilson Saunders; 4 июня 1809, Little London, Бакингемшир — 13 сентября 1879, Уортингтон, Лестершир, Лестершир) — британский страховой брокер, ботаник и энтомолог.

## Биография
Уильям Уилсон Сондерс родился в 1809 году. Занимал пост президента Королевского энтомологического общества Лондона с 1841 по 1842 год и с 1856 по 1857 год. Сондерс был казначеем Лондонского Линнеевского общества с 1861 по 1873 год. Уильям Уилсон Сондерс умер в 1879 году.

## Научная деятельность
Уильям Уилсон Сондерс специализировался на семенных растениях.

## Некоторые публикации
- Нenri Jekel, William Wilson Saunders. 1855. Insecta Saundersiana: or Characters of undescribed insects in the collection of William Wilson Saunders Esq. Ed. Ed. J. van Voorst.
- William Wilson Saunders, Нeinrich Gustav Reichenbach, John Gilbert Baker. 1869. Refugium botanicum: or figures and descriptions from living specimens, of little known or new plants of botanical interest. Vol. 1. Ed. J. van Voorst[3]. Ed. BiblioLife, de 2010, 360 pp. ISBN 1-142-70199-9.
- William Wilson Saunders, Worthington George Smith, Alfred William Bennett. 1871. Mycological illustrations: being figures and descriptions of new and rare hymenomycetous fungi. Vol. 2. Ed. J. van Voorst. 96 pp.
- William Chapman Hewitson, William Wilson Saunders. 1876. Illustrations of new species of exotic butterflies: selected chiefly from the collections. Vol. 1.

## Факты
- В честь Сондерса назван небольшой род орхидных Saundersia[4].